# 西北大学 (南非)

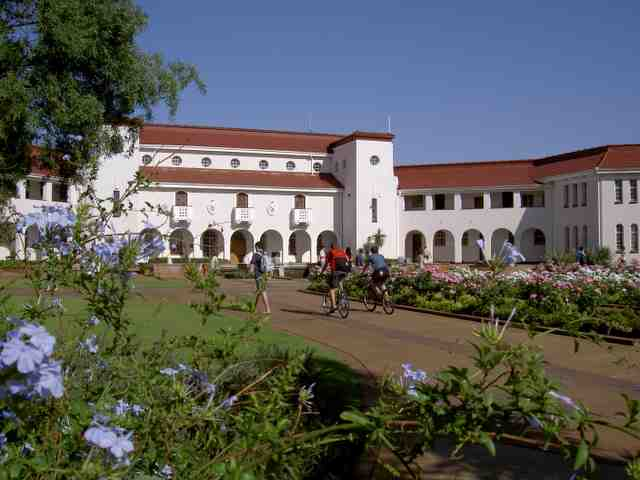
校区

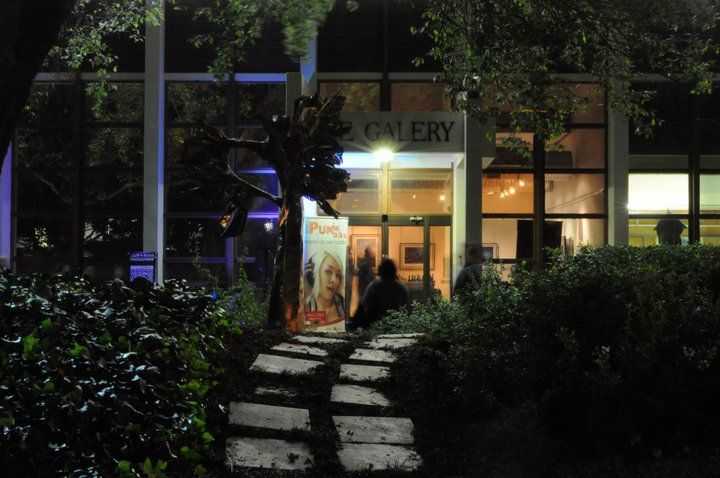
西北大学画廊

西北大学（英語：North-West University，缩写为NWU）是南非一所公立研究型大學，共有三个校区，分别位于波切夫斯特鲁姆、梅富根、范德拜爾帕克，学校本部位于波切夫斯特鲁姆校区。该校是南非规模最大的大学之一，学生人数居南非大学第三位（全日制与远程教育）。
大学由波切夫斯特鲁姆基督教高等教育大学与University of North-West（原博普塔茨瓦纳大学）合并组成，包括波切夫斯特鲁姆大学在范德拜爾帕克的分校。

## 学院
学校共有8个学院，分别是：
- 经济与管理科学
- 教育学
- 工程学
- 健康科学
- 人文学科
- 法学
- 自然与农业科学
- 神学